# Street Art Gallery
Street Art Gallery är det svenska punkbandet Bombshell Rocks' debutalbum, utgivet 1999 av Sidekicks Records (ett dotterbolag till Burning Heart Records).

## Låtlista
Alla låtar är skrivna av Mårten Cedergran.
| Nr  | Titel                | Längd |
| --- | -------------------- | ----- |
| 1.  | Microphone           | 1:47  |
| 2.  | 1.80 Down            | 3:27  |
| 3.  | The Will the Message | 2:37  |
| 4.  | Bad Feeling          | 2:31  |
| 5.  | Joker in the Pack    | 2:32  |
| 6.  | White City Walls     | 2:12  |
| 7.  | Out of Order         | 2:52  |
| 8.  | Madhouse             | 2:26  |
| 9.  | Same Streets         | 2:33  |
| 10. | Seven                | 3:11  |
| 11. | Bright Spot          | 2:17  |
| 12. | Where We Gather      | 4:21  |

## Singlar

### The Will the Message
1. "The Will the Message"
2. "Small Town"
3. "Brick by Brick"

### Madhouse
1. "Madhouse"
2. "Crimestopper"
3. "No Surrender" (Bruce Springsteen-cover)

## Personal
- Richard Andersson – gitarr
- Mårten Cedergran – sång
- Peter in de Betou – mastering
- Thomas Falk – trummor
- Mathias Färm – ljudtekniker
- Karl – design
- Crippe Määttä – gitarr
- Dan Swanö – keyboards (spår 3, 7)
- Mieszko Talarczyk – ljudtekniker

### Fotnoter
1. 1 2  ”Street Art Gallery”. Discogs.com. http://www.discogs.com/Bombshell-Rocks-Street-Art-Gallery/master/157680. Läst 1 april 2012.